# Spirobolellus chrysodirus
Spirobolellus chrysodirus är en mångfotingart som beskrevs av Pocock 1894. Spirobolellus chrysodirus ingår i släktet Spirobolellus och familjen slitsdubbelfotingar. Inga underarter finns listade i Catalogue of Life.